# Драгана Живановић
Драгана Живановић је бивши председник општине Рача. Рођена је у Параћину 1973. године, а данас живи у селу Мирашевац у општини Рача, где је удата. Завршила је Пољопривредни факултет Универзитета у Београду.
Политичку каријеру је започела 2004. године када је била кандидат за одборника Општине Рача, на листи Српског покрета обнове - Демократска странка. Од 2004. до 2008. године вршила је функцију Председника Скупштине општине Рача.
2008. године била је кандидат за председника општине Рача на листи Нова Србија - Демократска странка Србије. Ова листа је освојила 9 одборничких мандата од укупно 31 у Скупштини Рача, а убрзо после избора направљена је Скупштинска већина са Социјалистичком партијом Србије и Српском радикалном странком, а Драгана Живановић је изабрана за председника општине.
У мају 2010. године Драгана Живановић је изашла из Нове Србије и ушла у Уједињене регионе Србије. На локалним изборима 2012. године Драгана Живановић је била носилац листе „ГГ Уједињени региони - Драгана Живановић“. Ова листа је освојила 12 одборничких места у Скупштини Рача. 20. маја 2012. године, на седници Скупштине Општине Рача, Драгана Живановић је поново изабрана за председника Општине Рача.